# Plateau de la Volga
Pour les articles homonymes, voir Volga (homonymie).
Le plateau de la Volga, en russe : Приволжская возвышенность, Privoljskaïa vozvychennost, ou hauteurs de la Volga est un ensemble de collines de la Russie européenne. Il est situé au sud-est de Moscou et au nord de Volgograd et des monts Iergheni, entre la Volga au nord et à l'est et le bassin de Moscou à l'ouest.

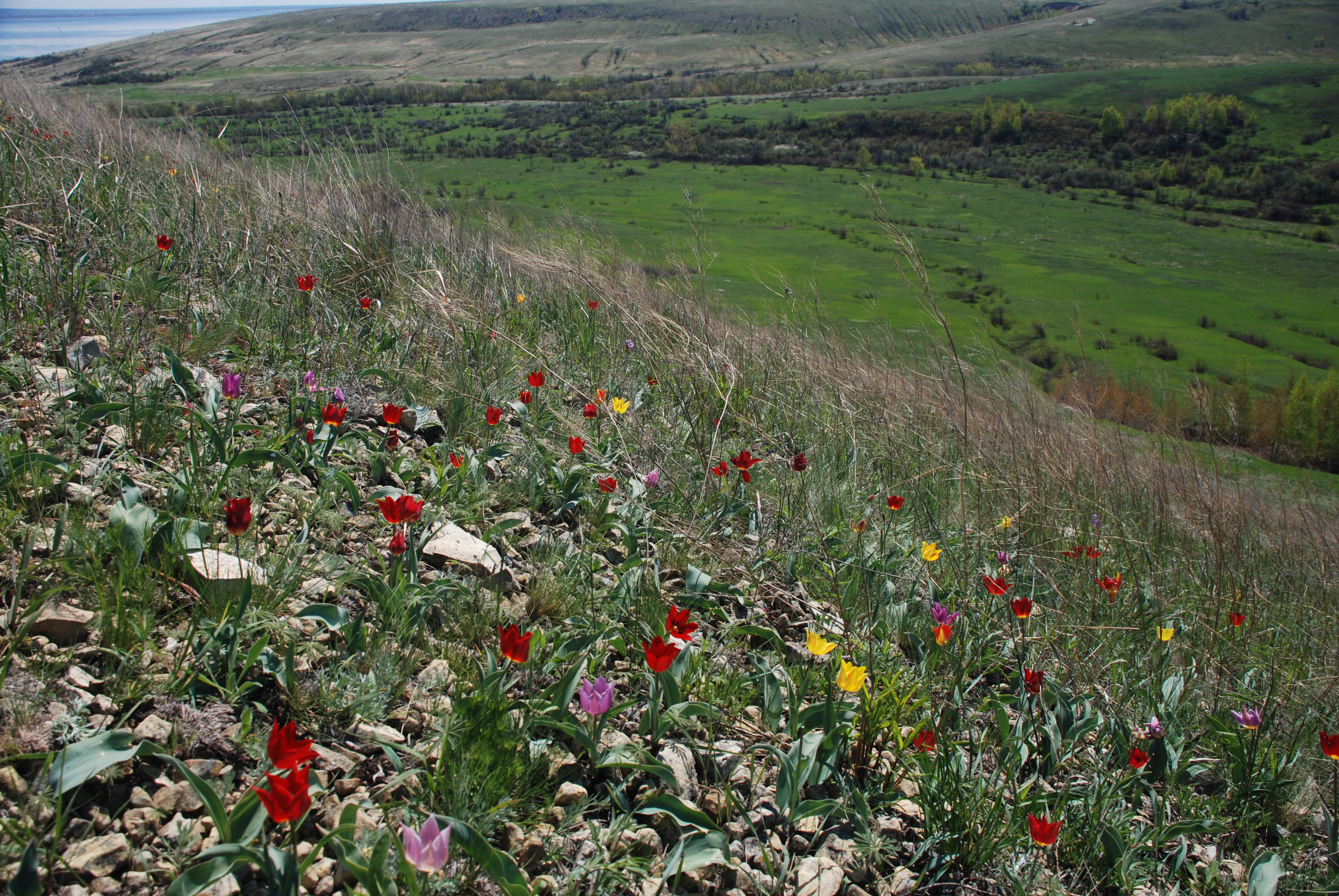
Tulipes Gesner sur les pentes du val de Krivtsovsk, dans le parc naturel de Tcherbakovsk (région de Volgograd).